# Hoffmann & Hoffmann
Hoffmann & Hoffmann fue un dúo alemán conformado por los hermanos Michael (Karlsruhe, 3 de diciembre de 1950) y Günter Hoffmann (Karlsruhe, 4 de octubre de 1951 – Río de Janeiro, Brasil, 15 de marzo de 1984). Lanzaron varios sencillos que ganaron popularidad en Alemania y, además, son mayormente conocidos por su participación en el Festival de la Canción de Eurovisión de 1983.

## Eurovisión 1983
En 1983, los hermanos Hoffmann integraron la selección nacional alemana para concursar en el Festival de Eurovisión de ese año con la canción «Rücksicht» (en español: ‘Consideración’), que finalmente fue elegida para representar a su país en la 28.a edición de Eurovisión, celebrado en la ciudad de Múnich el 23 de abril. «Rücksicht» obtuvo el 5.o lugar, con 94 puntos.

## Después de Eurovisión
«Rücksicht» se convirtió en el sencillo más popular de la carrera musical de los Hoffmann, pero esto no se tradujo en el éxito a largo plazo que esperaban los hermanos. Poco menos de un año después de la participación de los hermanos Hoffmann en Eurovisión, Günter se suicida, a los 32 años de edad, saltando desde la ventana de un hotel en Río de Janeiro, el 15 de marzo de 1984.
A partir de entonces, Michael Hoffmann ha trabajado principalmente como productor y compositor para artistas de gran trayectoria musical en Eurovisión, tales como Gitte Hænning, Wencke Myhre y Nicole. En 1987 logró obtener el 5.o lugar en una selección para Eurovisión con la canción «Ich geb' nicht auf» (‘No te des por vencido’). Desde ese entonces, Hoffmann ha producido música espiritual y mediativa.

## Sencillos
- 1977: «Himbeereis zum Frühstück» (puesto n.o 14)
- 1979: «Alles, was ich brauche, bist Du» (n.o 22)
- 1980: «Wenn ich Dich verlier» (n.o 35)
- 1980: «Warten» (n.o 61)
- 1981: «Ein Engel unterm Dach» (n.o 71)
- 1983: «Rücksicht» (n.o 8)